# Gerónimo Cuervo

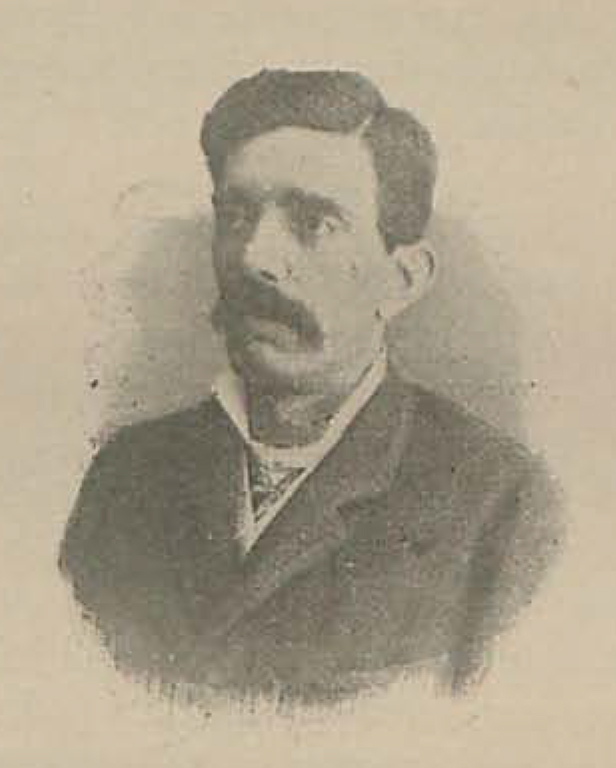
Retrato de Cuervo

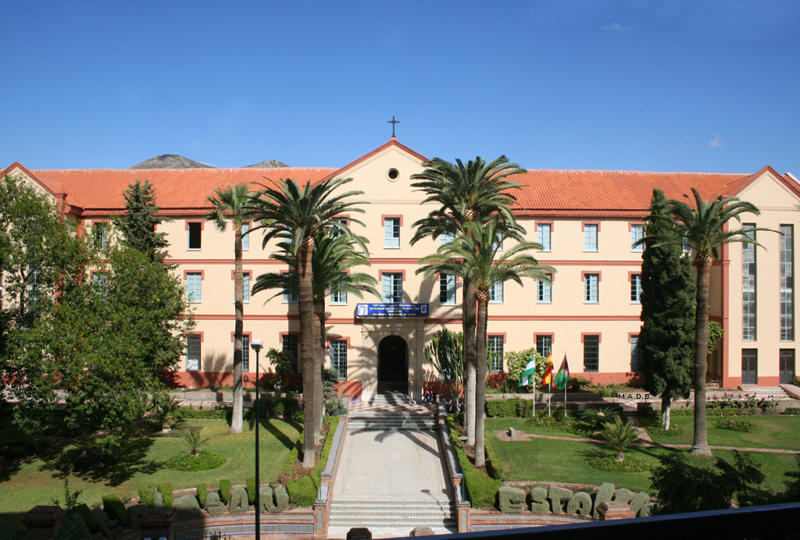
Colegio San Estanislao de Kostka.

Gerónimo Cuervo González (Madrid, 30 de junio de 1838-Málaga, 25 de junio de 1898) fue un arquitecto español, autor de un destacado número de obras en la ciudad de Málaga entre las que se encuentra el Teatro Cervantes.

## Biografía
Nace en Madrid y se traslada a Málaga después de concluir sus estudios en la capital para realizar las obras encargadas por el marqués de Iznate. Después de dichas obras proyectó y dirigió el Teatro Cervantes. Fue su obra cumbre y por ello la plaza donde se ubica recibe la denominación de Plaza Jerónimo Cuervo, manteniendo un error tipográfico.
En épocas posteriores, alternó trabajos facultativos de menor renombre, con notables edificaciones como el Hospital Gálvez, la Iglesia de San Pablo, la Abadía del Císter, el Colegio San Estanislao de Kostka de la orden de los jesuitas, así como numerosos edificios residenciales, entre los que destacan los situados en la plaza de Spínola y el ya demolido de la plaza del Obispo. También diseñó los cafés de la Loba y Universal e intervino en la construcción de varios panteones del Cementerio de San Miguel, junto a otros importantes arquitectos malagueños de su época.
Constan asimismo obras realizadas en la provincia, como un proyecto de reforma del Mercado Municipal de Abastos de Antequera redactado por D. Gerónimo Cuervo González fechado en 1.879. De este edificio se conservan planos y otros documentos en el Archivo Histórico Municipal, constando el antedicho como Arquitecto director de las obras y D. Francisco de Torres como Inspector Facultativo por parte municipal. Sin embargo al ser un proyecto de reforma, es de suponer que el edificio original fuese anterior.